# ان ایپریل مارچ
ان ایپریل مارچ (به انگلیسی: An April March) گروهٔ موسیقی آلترناتیو راک کانادایی بود که در سال ۱۹۸۹ در کیچنر، انتاریو به‌وجود آمد. گروهٔ موسیقی «این ایپریل مارچ» نباید با آوریل مارس یا گروه‌های موسیقی روسی و فرانسوی با نام‌های مشابه به این گروه را اشتباه گرفت.